# Vorland der mittleren Schwäbischen Alb

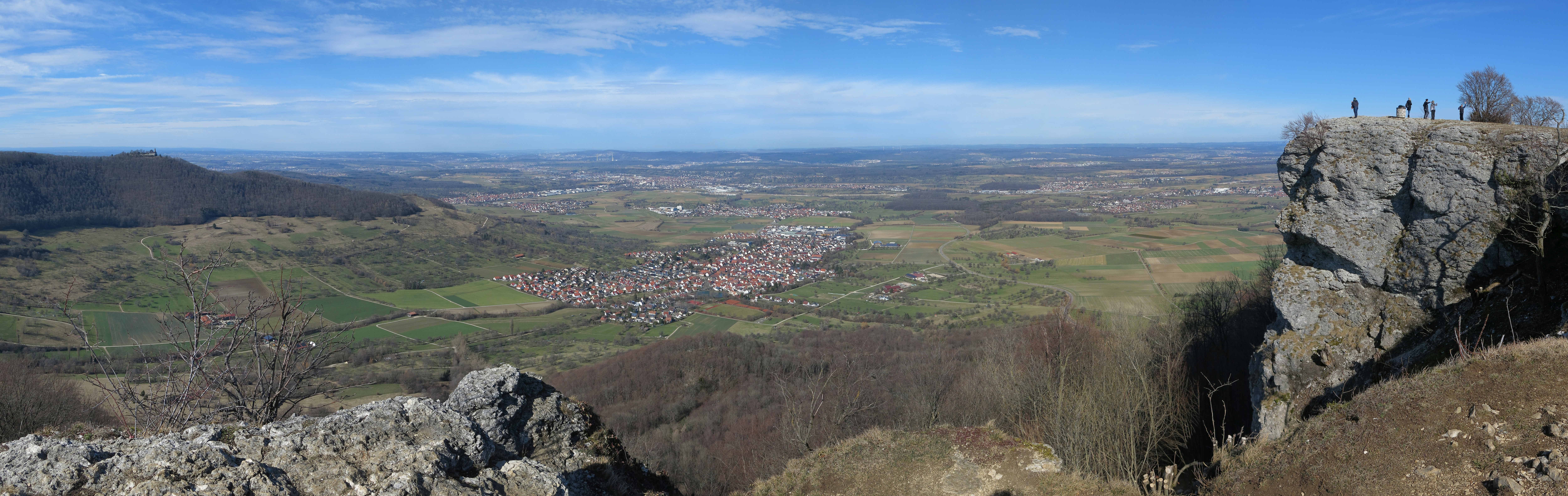
Blick vom Breitenstein auf das mittlere Albvorland

Das Vorland der mittleren Schwäbischen Alb, auch als Mittleres Albvorland bezeichnet, ist ein Naturraum (Haupteinheit 101) des Schwäbischen Keuper-Lias-Lands im Südwestdeutschen Stufenland.

## Geographie
Das Mittlere Albvorland umfasst rund 702 km², es erstreckt sich rund 65 Kilometer entlang des Albtraufs von unmittelbar nördlich von Hechingen bis Göppingen. Nördlich bilden die Flüsse Neckar und Fils die Grenzlinie zu den Naturräumen Schönbuch und Glemswald, Filder und Schurwald und Welzheimer Wald. Südlich grenzt das Gebiet an den Naturraum Schwäbische Alb. Es untergliedert sich wie folgt:
- 101.1 Westflügel des Mittleren Albvorlands
  - 101.10 Die Steinlach
  - 101.11 Die Steinlach-Albvorberge
- 101.2 Mittleres Vorland der mittleren Schwäbischen Alb (Blatt Göppingen: „Mittlerer Teil des Mittleren Albvorlandes“)
  - 101.20 Echaz-Albvorland
  - 101.21 Echaz-Randbucht
  - 101.22 Erms-Steinach-Albvorland
  - 101.23 Neuffen-Vorberge
- 101.3 Ostteil des Mittleren Albvorlands
  - 101.30 Kirchheimer Becken
  - 101.31 Lauter-Lindach-Randbucht
  - 101.32 Notzinger Platte
  - 101.33 Schlierbacher Platte
  - 101.34 Filsalbvorberge

Das Mittlere Albvorland ist mit rund 504.000 Einwohnern (719 EW/km²) dicht besiedelt. Die wichtigsten Städte in West-Ost-Richtung sind Mössingen, Reutlingen, Metzingen, Nürtingen, Kirchheim unter Teck, Uhingen, Göppingen und Eislingen.
| Landnutzung     |         |
| Siedlungsanteil | 19,19 % |
| Offenland       | 60,51 % |
| Wald            | 20,30 % |
| Wasser          | 0,00 %  |

## Geologie
Bestimmt wird das Gebiet hauptsächlich durch den Wechsel von Braunjura- und Schwarzjuraschichten. Keupergesteine mit ihren typischen Fliesen treten nur noch in den Taleinschnitten unter den lößlehmbedeckten, weiten Ackerplatten der unteren Liasfläche auf. Es sind auch verbreitet lössüberdeckte Liasschichten vorhanden. Die Landschaft besteht aus einer Folge von Liasplatten von etwa 350 bis 400 Meter über NN, die von mehreren größeren Gewässern und ihren Zuläufen durchzogen werden, die teilweise deutlich eingeschnitten sind. Auch über die untere Filderfläche steigt in den mittleren Liastonen eine zweite Stufe auf, gekrönt vom Ölschiefer, der die Stufenfläche bildet. Trotz der hier geringeren Bodenqualität ist auch die Ölschieferplatte in weiten Teilen Ackerland. Außer von den eingeschnittenen Tälern wird die Landschaft auch von einzelnen Kuppen (Braunjurahügelland) gegliedert. Zwischen diesen Hügel- und Hochflächen liegt die breite Senkenzone des Kirchheimer Beckens auf 290 bis 350 Meter über NN, die auf eiszeitliche und gewässerbedingte Ausräumarbeit zurückgeht. Hier befinden sich auch als Sonderformen einige vulkanische Kuppen, die auf die vulkanische Tätigkeit vor 17 Mio. bis 16 Mio. Jahren hinweisen. Größere Waldflächen sind in dieser Landschaft selten, es dominieren die zahlreichen kleinen Siedlungsgebiete und die dazwischen liegenden landwirtschaftlichen Flächen. Vorherrschende Bodennutzung der Landschaft ist der Ackerbau und um die Siedlungen herum ausgedehnte Streuobstbestände. Grünland beschränkt sich auf die ausgeprägten Talauen und die Hangflächen unterhalb des Albtraufs. Die Wälder bestehen zum größten Teil aus Mischwaldbeständen.

## Schutzgebiete
Innerhalb des Mittleren Albvorlands sind zahlreiche Natur- und Landschaftsschutzgebiete ausgewiesen. Größtes Schutzgebiet der Landschaft ist das Europäische Vogelschutzgebiet Vorland der mittleren Schwäbischen Alb mit rund 17.003 ha in den Landkreisen Esslingen und Göppingen. Weitere Flächen sind Bestandteile verschiedener, jedoch kleinerer FFH-Gebiete. Von europaweit herausragender Bedeutung ist das größte zusammenhängende deutsche Streuobstgebiet am Albtrauf sowie die dort existierenden Hang- und Schluchtwälder. Die Landschaft zeichnet sich weiter durch einen hohen Anteil von Wildbach- und Bachbiotopen aus. Ein Schwerpunkt zusammenhängender Fließgewässerbiotope befindet sich im östlichen Teil des „Mittleren Albvorlands“.
| Schutzgebietsanteile           | % Gesamtlandschaftsfläche |
| FFH-Gebiete                    | 3,65                      |
| Europäische Vogelschutzgebiete | 21,14                     |
| Naturschutzgebiete             | 0,93                      |
| Sonstige Schutzgebiete         | 0,69                      |
| Effektiver Schutzgebietsanteil | 22,82                     |

Quelle: Bundesamt für Naturschutz, Stand: 2010